# Lymeon rufiventris
Lymeon rufiventris är en stekelart som först beskrevs av Brulle 1846.  Lymeon rufiventris ingår i släktet Lymeon och familjen brokparasitsteklar. Inga underarter finns listade i Catalogue of Life.